# Kłopotowo (Dygowo)
Kłopotowo (deutsch Klaptow) ist ein Dorf in der Woiwodschaft Westpommern in Polen. Es gehört zur Gmina Dygowo (Gemeinde  Degow) im Powiat Kołobrzeski (Kolberger Kreis).

## Geographische Lage
Das Dorf liegt in Hinterpommern, etwa 110 Kilometer nordöstlich von Stettin und etwa 15 Kilometer südöstlich von Kołobrzeg (Kolberg).
Der nächste Nachbarort ist im Westen, etwa 1 Kilometer entfernt, das Dorf Piotrowice (Peterfitz). Die Persante fließt in gut 1 Kilometer Entfernung.

## Geschichte
Das Dorf wurde erstmals im Jahre 1263 erwähnt, als Hermann von Gleichen, Bischof von Cammin, den Sprengel der neuen Pfarrkirche in Fritzow festlegte. Zu den nach Fritzow eingepfarrten Dörfern gehörte auch Clapetow. Die nächste Erwähnung erfolgte 1276, als derselbe Bischof die Einkünfte der Kolberger Domherrenstellen ordnete. Das Dorf gehörte, unter dem Namen Clobetowe, zu den zwölf Orten, die der 2. Domherrenstelle zugewiesen wurden, ebenso wie das Nachbardorf Peterfitz. Der Ortsname dürfte slawischer Herkunft sein.
Im späten Mittelalter erhielt Klaptow eine eigene Pfarrkirche, zu deren Sprengel auch die Nachbardörfer Peterfitz und Lübchow gehörten.
Klaptow war ein altes Lehen der adligen Familie Ramel. In der Vasallentabelle des Stifts Cammin von 1565 waren Pawell und Jorgenn gebruder die Ramelenn als auf Klaptow erbgesessen genannt. In der Mitte des 17. Jahrhunderts war der Besitz von Klaptow in zwei Hälften geteilt, die unterschiedlichen Angehörigen der Familie Ramel gehörten.
Auf der Lubinschen Karte von 1618 ist das Dorf als Cluptow eingetragen.
Der Oberst Wedig von Bonin erwarb 1650/1662 die eine Hälfte von Klaptow sowie Peterfitz, 1658 die andere Hälfte von Klaptow. Im Besitz der Familie Bonin blieben Klaptow und Peterfitz dann bis Anfang des 19. Jahrhunderts.
In Ludwig Wilhelm Brüggemanns Ausführlicher Beschreibung des gegenwärtigen Zustandes des Königlich-Preußischen Herzogtums Vor- und Hinterpommern (1784) ist Claptow unter den adligen Gütern des Fürstentums Cammin aufgeführt. In Klaptow gab es damals zwei Vorwerke (die Gutsbetriebe der beiden früheren Anteile?), eine Schäferei (aus der später das Vorwerk Emmasthal hervorging), eine Wassermühle, einen Prediger, einen Schulmeister, acht Bauernstellen, zwei Kossäten und eine Schmiede, insgesamt 25 Haushaltungen („Feuerstellen“).
Eigentümer von Klaptow war Anfang des 19. Jahrhunderts zunächst ein Angehöriger der Familie von Natzmer, ab 1838 ein Karl Zimmermann, nach ihm sein Sohn Robert Zimmermann. Peterfitz wurde zunächst verpachtet, um 1880 dann an den Pächter verkauft. Nach Robert Zimmermanns Tod erbte im Jahre 1910 seine Nichte Clara von Wedel Klaptow. Diese gab das Vorwerk Emmasthal in den 1920er Jahren an ihren Sohn; Klaptow selbst erbte nach ihrem Tode im Jahre 1933 ihre Tochter Jutta von Knobelsdorff.
Im Rahmen der Regulierung der gutsherrlichen und bäuerlichen Verhältnisse (siehe: Preußische Agrarverfassung) des Dorfes Klaptow wurden 1820 die damals noch vier verbliebenen Bauernstellen nach Peterfitz verlegt. Klaptow wurde damit ein reines Gutsdorf und blieb dies bis 1945.
1915 erhielt Klaptow Bahnanschluss durch die Bahnstrecke Lübchow-Lustebuhr der Kolberger Kleinbahn. Die Strecke ist heute abgebaut.
Klaptow bildete ab Mitte des 19. Jahrhunderts einen eigenen Gutsbezirk mit einer Fläche von ca. 1187 Hektar. Zum Gut Klaptow gehörten die Wohnplätze Emmasthal, Fährkathen, Forsthaus Klaptow (vor 1914 aufgegeben) und Klaptower Mühle. Klaptow gehörte zunächst zum Kreis Fürstenthum und kam bei dessen Auflösung im Jahre 1871 zum Kreis Colberg-Cörlin. Mit der Auflösung der Gutsbezirke in Preußen wurde Klaptow im Jahre 1928 in die Gemeinde Peterfitz eingemeindet. Bis 1945 bildete Klaptow dann einen Wohnplatz in der Gemeinde Peterfitz und gehörte mit dieser zum Kreis Kolberg-Körlin.
Nach dem Zweiten Weltkrieg kam Klaptow, wie ganz Hinterpommern, an Polen. Der Ortsname wurde als Kłopotowo polonisiert, die Bevölkerung wurde vertrieben und durch Polen ersetzt.

## Entwicklung der Einwohnerzahlen
- 1816: 191 Einwohner[3]
- 1864: 300 Einwohner[3]
- 1885: 284 Einwohner[3]
- 1905: 300 Einwohner[3]
- 1925: 341 Einwohner[3]